# Dusponera rufula
Dusponera rufula là một loài bướm đêm trong họ Noctuidae.